# Fußball-Club Gütersloh
Il Fußball-Club Gütersloh è una società calcistica tedesca con sede a Gütersloh, Renania Settentrionale-Vestfalia. La prima squadra attualmente milita in Fußball-Regionalliga, la quarta serie del calcio tedesco e gioca le partite casalinghe all'Heidewaldstadion, che può contenere 8 400 spettatori.

## Storia
Il Fußball-Club Gütersloh è il risultato di numerose fusioni e scissioni. Nel 1918 fu fondata la Sportvereinigung 1918 Gütersloh. Il 9 febbraio 1925 una scissione diede vita alla Deutsche SC 1925 Gütersloh. Nel 1923 una scissione della sezione calcistica del Gütersloher Turnverein, fondato il 7 settembre 1879, diede vita al Spiel und Sport 1923 Gütersloh. Entrambe scissioni si fusero nel 1933 dando vita allo Sportverein Arminia Gütersloh. Sempre nel 1923 fu fondato il club DJK Gütersloh, che prima cambiò nome in VfK Gütersloh e poi si unì allo Sportverein Arminia Gütersloh nel 1935. Nell'agosto 1945, la Sportvereinigung 1918 e lo Sportverein Arminia si fusero per formare la Sportvereinigung Arminia Gütersloh.

### Arminia Gütersloh (1945-1978)
La squadra della Sportvereinigung Arminia Gütersloh era comunemente chiamata "i verdi" ed era strettamente legata al gruppo editoriale Bertelsmann, che dava lavoro a molti dei giocatori. Nel 1951 la squadra fu promossa nel massimo campionato dilettantistico della Vestfalia e nel 1956 vinse il campionato. L'Arminia fu quindi uno dei membri fondatori della Verbandsliga Westfalen. L'Arminia fu retrocesso nel 1963. Quattro anni dopo fu nuovamente promosso, il che segnò anche l'inizio del duello per la supremazia nel calcio di Gütersloh con il DJK, che fu descritto come una "guerra calcistica" dalla rivista sportiva Kicker.
Nel 1971 raggiunse la promozione nella Regionalliga West. Tuttavia, non riuscì a qualificarsi alla 2ª Bundesliga, introdotta nel 1974. Nel 1975 perse la finale della Westfalenmeisterschaft contro il Westfalia Herne e non arrivò a disputare i gironi di qualificazione per alla 2ª Bundesliga che disputò tre anni dopo, arrivando ultimo nel proprio girone.
Come nona classificata nella stagione 1977/78 della Verbandsliga, guadagnò l'accesso alla neonata Oberliga Westfalen.

### DJK Gütersloh (1953-1978)
Nel 1953, i club DJK Blau-Weiß Gütersloh e DJK Gütersloh-Süd si scissero dall'Arminia Gütersloh. Entrambi i club appartenevano alla federazione cattolica Deutsche Jugendkraft, giocavano a livello distrettuale e si fusero nel 1963 dando vita al DJK Gütersloh. Un anno dopo, il produttore di mobili Willy Stickling iniziò il suo coinvolgimento con i "Blauen", come venivano chiamati i giocatori del DJK. Già nel 1968 il DJK, deriso dai sostenitori dell'Arminia come "Kirchenelf" (squadra di chiesa), fu promosso in Verbandsliga, dove i "Blauen" si laurearono campioni e furono promossi in Regionalliga.
Nel 1974, il DJK Gütersloh si qualificò per la neonata 2ª Bundesliga collezionando due presenze, un 14º e un 19º posto, prima di ottenere la qualificazione alla neonata Oberliga Westfalen nel 1978.

### FC Gütersloh (1978-2000)
Il 12 maggio 1978 le sezioni calcistiche die Arminia e DJK Gütersloh si fusero per formare l'FC Gütersloh. La fusione fu un matrimonio di convenienza, poiché entrambe le parti si erano rese conto che insieme avrebbero potuto ottenere di più per il calcio di Gütersloh. Il nuovo club si affermò nell'alta classifica dell'Oberliga Westfalen e arrivò secondo nel 1982. 
Nel 1984 il Gütersloh vinse il campionato ma fallì ai gironi di qualificazione alla 2ª Bundesliga. Nella 1995 il Gütersloh fu promosso in Regionalliga e, un anno dopo, conquistò la promozione in 2ª Bundesliga. Nella 1997-1998 sfiorò addirittura la promozione in Bundesliga. Un anno dopo il Gütersloh fu retrocesso durante campionato seguente la società fallì. Il club aveva debiti per un totale di nove milioni di marchi. Il 14 febbraio 2000, il club è stato sciolto.

### FC Gütersloh (dal 2000)
Tre giorni dopo lo scioglimento dell'FC Gütersloh, è stato fondato l'FC Gütersloh 2000 che fu ammesso Oberliga Westfalen 2000-2001.
Il Gütersloh si presentò in Oberliga con una squadra che comprendeva due ex professionisti come Ralf Lewe e Dirk Konerding. La prima partita casalinga fu assistita da 3.500 spettatori. Fino al 2008 disputò 8 campionati di Oberliga e guadagnò l'accesso alla neonata NRW-Liga. 
Dopo una retrocessione nel 2009 fu nuovamente promosso in Oberliga nel 2012, dove gioca fino ad oggi. Nel 2017 cambiò denominazione in Fußball-Club Gütersloh.

## Colori e simboli

### Colori
I colori sociali del Gütersloh sono il verde, il bianco e il blu.

### Simboli ufficiali

SV Arminia Gütersloh
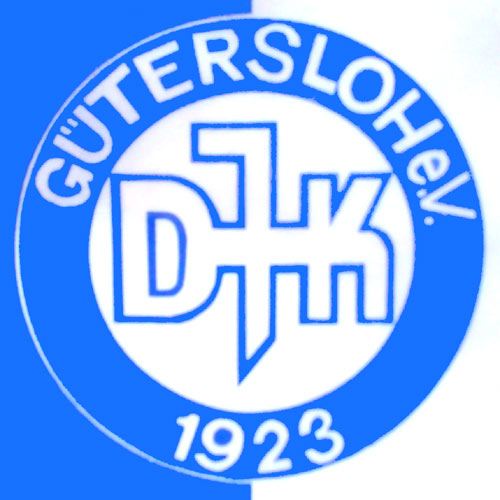
DJK Gütersloh
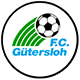
FC Gütersloh (1978–2000)

## Strutture

### Stadio

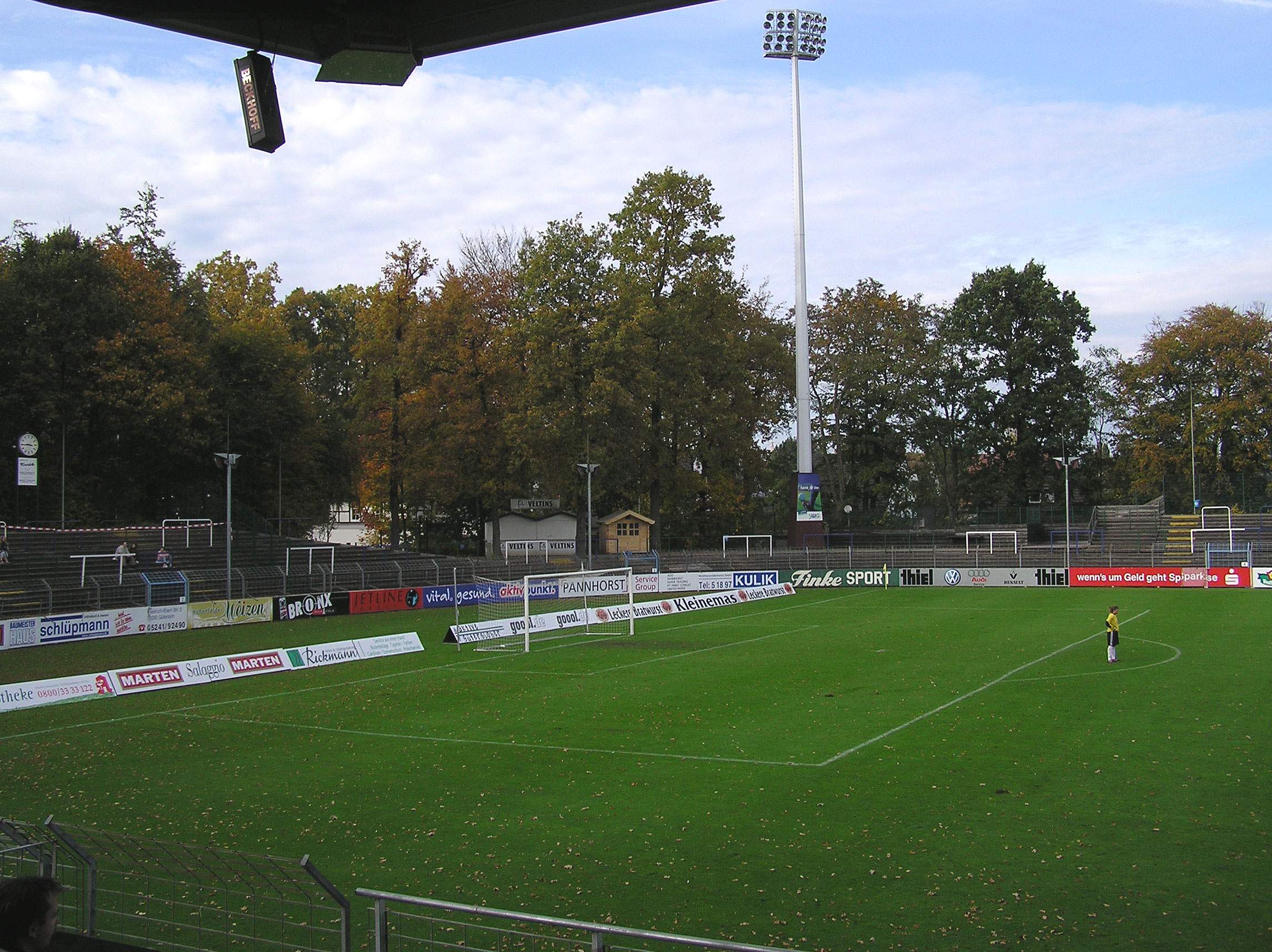
Heidewaldstadion

Il Gütersloh gioca le partite casalinghe all'Heidewaldstadion che può contenere 8 400 spettatori.
Lo stadio è stato inaugurato nel 1933 e si è chiamato Adolf-Hitler-Kampfbahn fino al 1945. Dal luglio 2017 all'agosto 2019 lo stadio si è chiamato Energieversum Stadion im Heidewald, mentre dal 2020 si chiama Ohlendorf Stadion im Heidewald. Nel 1972 lo stadio è stato trasformato in uno stadio senza pista atletica con una capienza di 15 000 posti al costo di due milioni di marchi. L'ultima ristrutturazione è avvenuta nel 1997. La tribuna contiene 1 150 posti coperti.
Nell'agosto 2017, il club ha venduto i diritti sul nome a Energieversum, un'azienda fotovoltaica con sede a Gütersloh.

## Allenatori e presidenti
- 2000–2001: Georg Kreß
- 2001–2002: Oliver Ruhnert
- 2002–2003: Maik Walpurgis
- 2003–2004: Rob Reekers
- 2005: Fritz Grösche
- 2005–2006: Jörg Weber
- 2006–2007: Thomas Stratos
- 2007: Jörg Retzer & Wolfgang Grübel
- 2007–2009: Alfons Beckstedde
- 2009–2011: Dirk Flock
- 2012–2014: Holger Wortmann
- 2014–2016: Heiko Bonan
- 2016–2018: Fatmir Vata
- 2018–2019: Dennis Brinkmann
- 2019-: Julian Hesse

- 2000–2005: Frank Welsch
- 2005: Michael Prüfer
- 2005–2008: Norbert Wöstmann
- 2008: Detlef Burghardt
- 2008: Martin Schlautmann
- 2008–2010: Udo Böning
- 2010–2014: Dr. Bernd Ruhnke
- 2014–2017: Andre Niermann
- 2017-: Heiner Kollmeyer & Hans-Hermann Kirschner

## Calciatori
- Sören Brandy
- Onel Hernández
- Marcel Stutter
- Mike Terranova

## Statistiche e record

### Partecipazione ai campionati
Dal 1978 in poi:
| Livello | Categoria                 | Partecipazioni | Debutto   | Ultima stagione | Totale |
| ------- | ------------------------- | -------------- | --------- | --------------- | ------ |
| 2º      | 2. Bundesliga             | 3              | 1996-1997 | 1998-1999       | 3      |
| 3º      | Oberliga Westfalen        | 15             | 1978-1979 | 1994-1995       | 17     |
| 3º      | Regionalliga West/Südwest | 2              | 1995-1996 | 1999-2000       | 17     |